# Paul-Fahlisch-Gymnasium Lübbenau
Das Paul-Fahlisch-Gymnasium Lübbenau ist das Gymnasium der Stadt Lübbenau/Spreewald im Landkreis Oberspreewald-Lausitz in Brandenburg. Es ging nach der Wiedervereinigung aus der Polytechnischen Oberschule II „Erich Weinert“ hervor, die im Jahr 1960 gegründet wurde. Das Gymnasium ist nach dem Regionalhistoriker Paul Fahlisch benannt.

## Geschichte
Die Schule nahm am 1. September 1960 als Zweite Polytechnische Oberschule den Unterrichtsbetrieb auf. Das Unterrichtsgebäude ist ein Bauwerk in Plattenbauweise des Typs „Luckau“; im ersten Schuljahr wurden an der Schule 427 Schüler in 23 Klassen unterrichtet. Am 13. Dezember 1968 wurde die Oberschule nach dem Schriftsteller Erich Weinert benannt. Der Gemeinschaftschor der Schule, der zusammen mit der POS VI begründet wurde, erhielt 1988 eine Auszeichnung als Hervorragendes Volkskunstkollektiv der DDR.

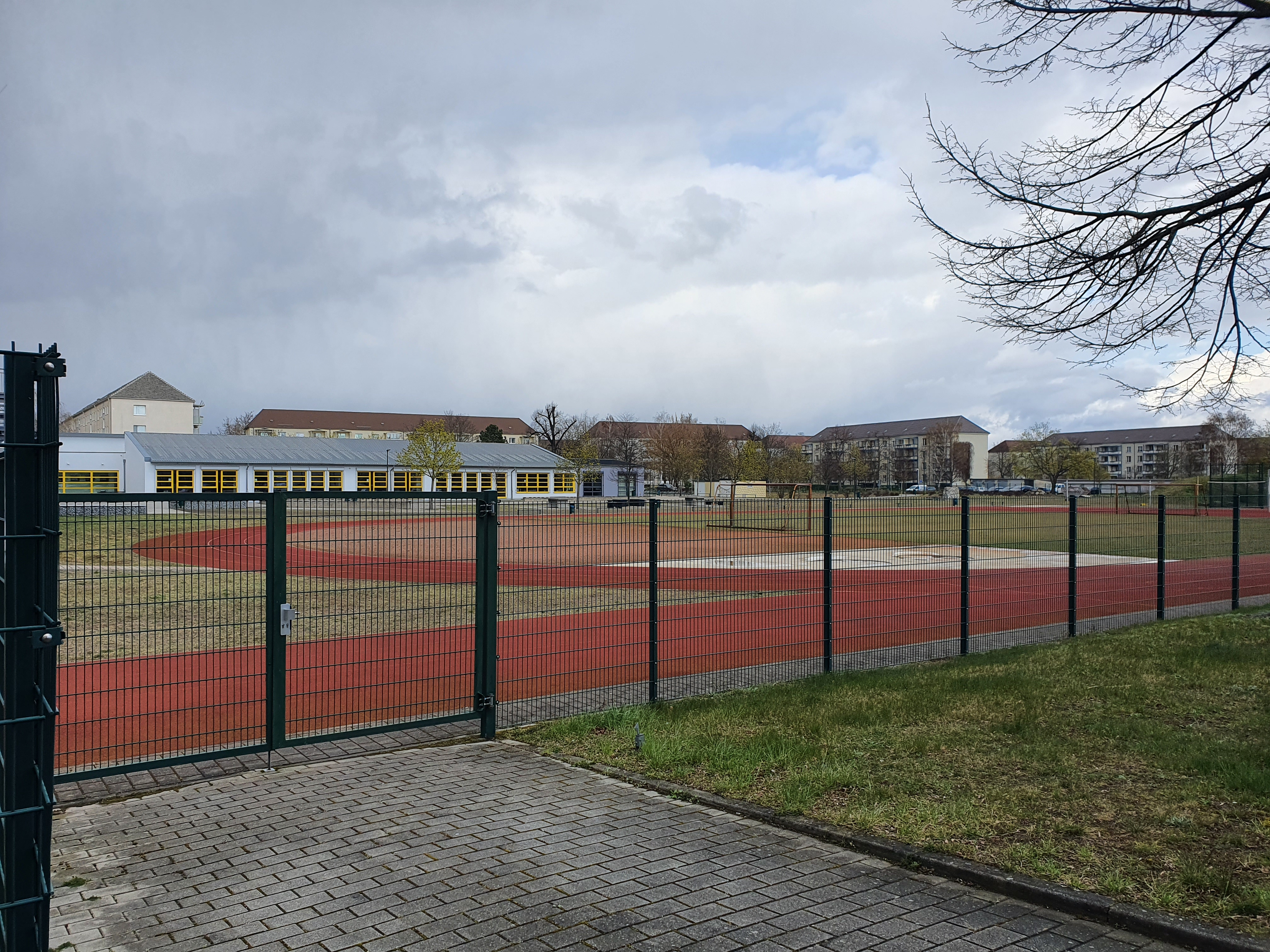
Sportanlagen hinter dem Schulgebäude (2022)

Nach der Wiedervereinigung wurde die Polytechnische Oberschule II „Erich Weinert“ zum Schuljahr 1991/92 in ein Gymnasium umgewandelt. Nach der Schließung der Erweiterten Oberschule im Jahr 1982 mussten Schüler aus Lübbenau zum Erlangen des Abiturs die Erweiterte Oberschule in Calau besuchen. Im ersten Schuljahr wurden an dem Gymnasium 650 Schülerinnen und Schüler von 30 Lehrkräften unterrichtet. Kurz darauf wurde das Unterrichtsgebäude um einen Anbau ergänzt. Am 13. Mai 1995 erfolgte die Umbenennung der Schule in „Paul-Fahlisch-Gymnasium“. Zwischen 2014 und 2016 wurde das Schulgebäude modernisiert. Seit dem 9. Mai 2018 ist das Paul-Fahlisch-Gymnasium Teil des Netzwerks Schule ohne Rassismus – Schule mit Courage.

## Architektur
Das Unterrichtsgebäude wurde zwischen 1958 und 1960 errichtet und danach immer wieder instand gehalten und punktuell renoviert. In den Jahren 1996 und 1997 wurde das Gebäude um einen Anbau mit weiteren Unterrichtsräumen ergänzt. Zeitgleich wurde das Dach erneuert und mit einer Photovoltaikanlage ausgestattet, die Toilettenräume saniert und die Brandschutztechnik erneuert. Zwischen 2014 und 2016 erfolgte schließlich eine umfangreiche Sanierung des Paul-Fahlisch-Gymnasiums mit einer energetischen Sanierung, einem barrierefreien Ausbau, einer Erneuerung der Brandmeldeanlage und einer Neugestaltung der Außenanlagen. Mit dem Beginn des Schuljahres 2016/17 wurde das Schulgebäude am 5. September 2016 neu eingeweiht.
Das Schulgebäude ist ein langgezogener dreigeschossiger Bau mit einem flachen Satteldach und 24 zu vier Achsen. Die Fassade ist verputzt. Der Haupteingang befindet sich am nördlichen Teil der Westseite und ist mit grün gefärbtem Putz hervorgehoben, die nördlich davon angebaute Aula hat eine große Glasfront. Südwestlich des Unterrichtsgebäudes steht die Turnhalle, die durch einen eingeschossigen Verbindungsbau an das Unterrichtsgebäude angeschlossen ist.

## Schulprofil
Im Schuljahr 2021/22 wird das Paul-Fahlisch-Gymnasium von 615 Schülerinnen und Schülern besucht, die von 42 Lehrkräften unterrichtet werden. Neben dem Abitur bietet die Schule auch den Erweiterten Hauptschulabschluss (Berufsbildungsreife), den Realschulabschluss und die Fachoberschulreife mit Berechtigung zum Besuch der gymnasialen Oberstufe an. Das Paul-Fahlisch-Gymnasium ist eine von 35 weiterführenden Schulen in Brandenburg mit Leistungs- und Begabtenklassen, an denen ausgewählte Schüler nach Empfehlung der Grundschule und einem Eignungstest schon nach der vierten statt nach der sechsten Klasse in die Sekundarstufe I wechseln können.
Die Jahrgangsstufen fünf bis zehn werden im Klassenverband, die Schüler der gymnasialen Oberstufe im Kurssystem unterrichtet. Allgemein werden am Paul-Fahlisch-Gymnasium die Fächer Deutsch, Englisch, Geografie, Französisch, Kunst, LER, Mathematik, Musik, Evangelische Religion, Sport und WAT angeboten. In den beiden untersten Klassenstufen werden die naturwissenschaftlichen Fächer zusammengefasst unterrichtet. Ab der siebten Klasse kommen Biologie, Geschichte, Politische Bildung und Physik hinzu, des Weiteren kann zwischen Latein und Russisch als zweite oder dritte Fremdsprache gewählt werden. Von der achten Klasse an wird Chemie als weitere Naturwissenschaft unterrichtet. Ab der Klassenstufe zehn werden Psychologie und Pädagogik als Wahlpflichtfach angeboten.